# Polyyny

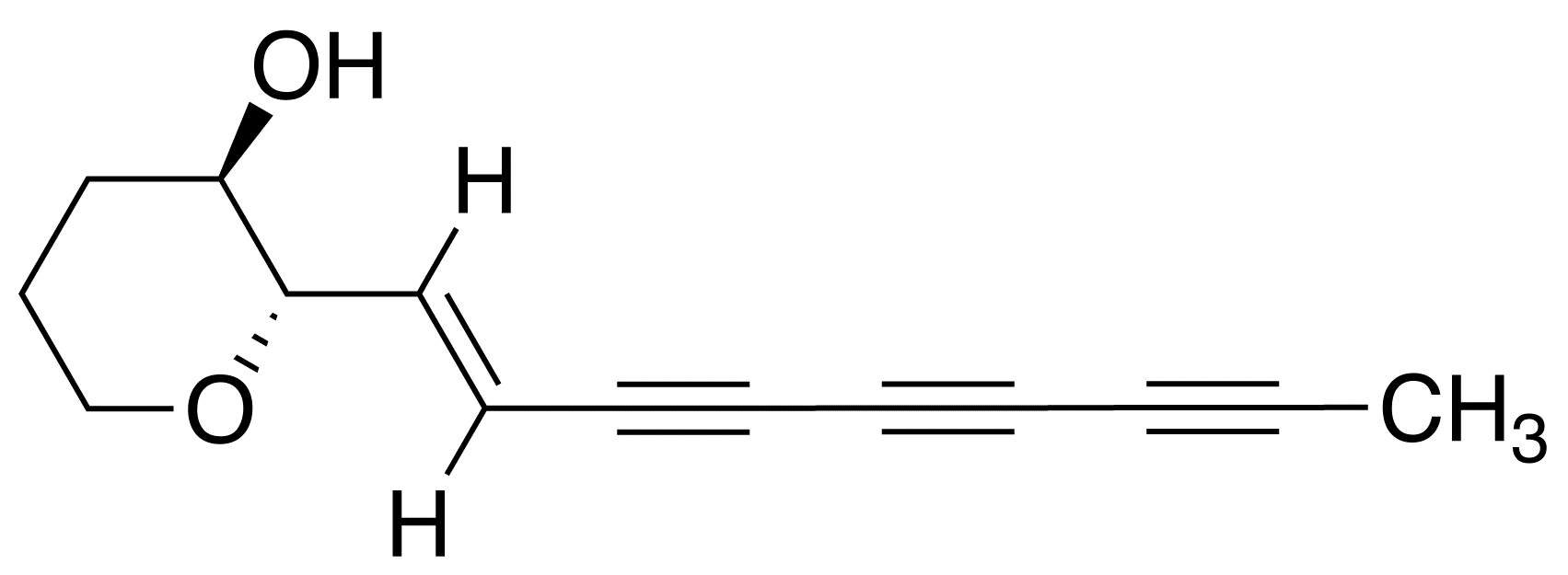
Ichthyothereol, polyyn vyskytující se v rostlinách rodu Ichthyothere, vysoce toxický pro ryby

Polyyny (též polyacetyleny, i když tento název přesněji odpovídá polymerům acetylenu) jsou organické sloučeniny obsahující více než jednu trojnou vazbu mezi atomy uhlíku; někdy se také používají pojmy oligoyny, nebo karbinoidy podle molekuly karbynu, (-C≡)n, jež je hypotetickým alotropem uhlíku a jehož příprava byla oznámena několikrát od 60. let 20. století, ovšem všechny tyto přípravy jsou sporné. Látky identifikované jako krátké řetězce „karbynu“, vzniklé při některých organických syntézách se dnes považují za polyyny.
Nejjednodušším polyynem je butadiyn neboli diacetylen, HC≡C-C≡CH . Podobně jako kumuleny se polyyny vyznačují stálostí a vysokou vodivostí, což je činí využitelnými jako materiály na dráty v molekulárních nanotechnologiích. Polyyny byly nalezeny v mezihvězdných molekulárních mračnech s malým zastoupením vodíku.[zdroj?]

## Příprava
První přípravu polyynu popsal Carl Andreas Glaser v roce 1869, když zjistil, že fenylacetylid měďný (CuC≡C-C6H5) se na vzduchu oxidačně dimerizuje za vzniku difenylbutadiynu (C6H5-C≡C-C≡C-C6H5).
Později bylo objeveno několik dalších způsobů přípravy polyynů. Nejčastěji využívaná jsou homopárování acetylenů, například Glaserovo, Elintonovo, nebo Hayovo. Součástí řady z těchto postupů je Cadiotovo–Chodkiewiczovo párování nebo podobná reakce, kde se spojují dvě molekuly alkynů nebo se alkylují již vytvořené polyyny. Při syntéze polyynu s nejdelším známým řetězcem, obsahujícím 44 atomů uhlíku, byl použit Fritschův–Buttenbergův–Wiechellův přesmyk. Posledním krokem v syntézách nejdelších známých polyynů zakončených fenylovými skupinami jsou eliminace chlorvinylsilanů.

### Organické a organokřemíkové polyyny
V 50. letech 20. století byly několika postupy získány různé polyyny typu H(-C≡C-)nH pro n až 4-5. V roce 1971 [byly vyvinuty molekuly zakončené skupinami –SiR3, kde R byla obvykle ethylová skupina, které chránily polyynové řetězce před zdvojováním řetězce. Přípravy probíhaly za přítomnosti Hayova katalyzátoru (komplexu Cu+–TMEDA). Takto lze vytvořit polyyny typu (CH3CH2)3Si(-C≡C-)nSi(CH2CH3)3 s n až 8 v pevné podobě a až 16 v roztoku.
Později se podařilo připravit ((CH3)2CH)3Si(-C≡C-)nSi(CH(CH3)2)3 obsahující i 20uhlíkové řetězce.
V roce 2002 byl izolován polyyn obsahující 10 acetylenových jednotek (20 uhlíků), na jehož konce byly navázány molekuly Fréchetova aromatického polyetherového dendrimeru. Byla rovněž popsána příprava dikyanopolyynů obsahujících až 8 acetylenových jednotek. Roku 2007 se podařilo vytvořit nový nejdelší polyyn zakončení fenylovými skupinami. Nejdelší polyyn izolovaný do roku 2010 obsahoval 22 acetylenů (44 uhlíků), na jeho konce byly navázány tris(3,5-di-t-butylfenyl)methyly.
Alkyny odpovídající vzorcům H(-C≡C-)nH (n = 2 až 6) lze nalézt ve směsi produktů rozkladu acetylidu měďného částečně oxidovaného kyselinou chlorovodíkovou. Strukturu typu (-C≡C-)n naznačuje i spektrum uhlíkatého produktu.

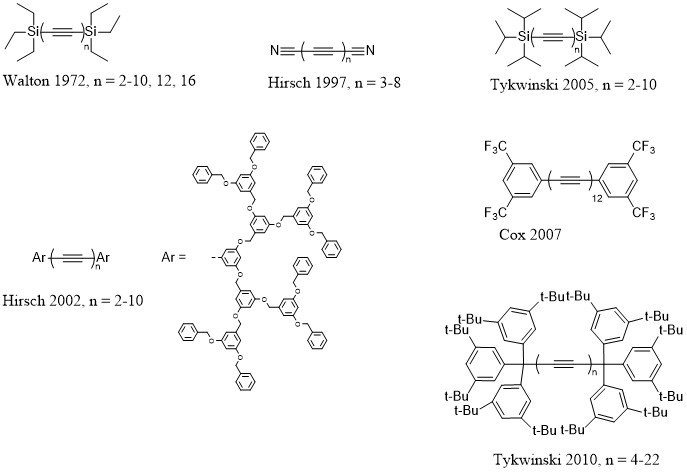
Organické a organokřemíkové polyyny

### Organokovové polyyny
Jsou známy organokovové polyyny s navázanými komplexy kovů. Nejvíce zkoumané jsou příslušné komplexy rhenia (Re(-C≡C-)nRe, n = 3–10), ruthenia (RuRu(-C≡C-)nRuRu, n = 4–10), železa (Fe(-C≡C-)6Fe), platiny (Pt(-C≡C-)nPt, n = 8–14), palladia (Ar(-C≡C-)nPd, n = 3–5, Ar = aryl), a kobaltu (Co3C(-C≡C-)nCCo3, n = 7–13).

Příklady organokovových polyynů

## Stabilita
Dlouhé polyynové řetězce jsou nestálé, protože u nich dochází k exotermickému překřižovávání. Tyto reakce mohou končit i výbuchy. Stabilnější, a to i vůči vlhkosti a kyslíku, mohou být, jestliže se koncové vodíky nahradí vhodnými funkčními skupinami, jako je terc-butyl nebo trifluormethyl. Objemné koncové skupiny mohou jednotlivé řetězce držet od sebe, což polyyny stabilizuje; v roce 1995 bylo oznámeno, že se takto podařilo vytvořit karbynové řetězce obsahující i 300 atomů uhlíku, ovšem objevily se námitky, že mělo ve skutečnosti jít o molekuly podobné fullerenům.
Polyyny lze stabilizovat vůči teplu, pokud jsou deponovány spolu s nanočásticemi stříbra a komplexovány s tridentátními ligandy obsahujícími rtuť, jež fungují jako Lewisovy kyseliny. Dlouhé polyyny uzavřené v dvoustěnných uhlíkových nanotrubicích, nebo vytvářející rotaxany jsou rovněž stálé. Přestože bývají dlouhé polyyny nestálé, tak bylo popsáno využití některých z nich v organické a organokovové syntéze.

## Struktura
Syntetické polyyny typu R(-C≡C-)nR (n = 8 nebo více) mají v krystalické podobě často zakřivené uhlíkové řetězce. Pokud je skupinou R triisopropylsilyl a n je rovno 8, tak se v rentgenové krystalografii (oranžovo-žluté pevné látky) ukazuje oblouk o velikosti 25–30°, takže každý úhel C−C≡C je od přímého odchýlen o 3,1°. Vzdálenosti řetězců sousedních molekul jsou tak sníženy na 0,35 až 0,5 nm, což téměř dosahuje hodnot , u kterých lze očekávat samovolné překřižování. Za nízkých teplot je sloučenina neomezeně stálá, sle při zahřívání se rozkládá ještě před dosažením teploty tání; obdobné molekuly s n = 4 nebo 5 mají téměř rovné uhlíkové řetězce, vzdálené 0,5 až 0,7 nm a zahřívání u nich nevyvolává rozklad.

## Výskyt

### Biosyntéza a použití

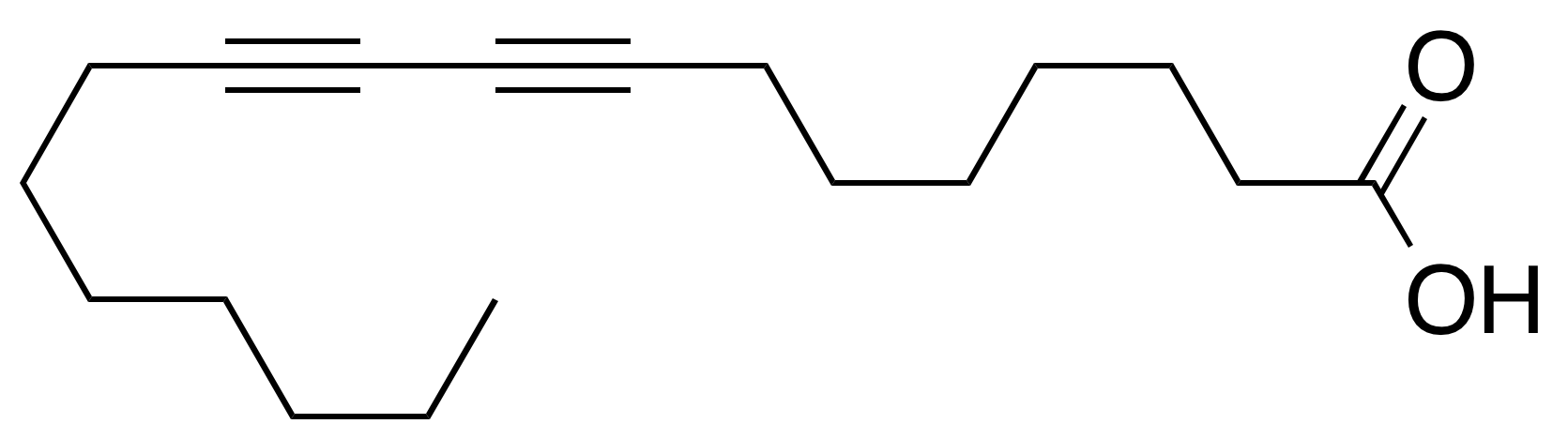
kyselina oktadeka-8,10-diynová

Thiarubrin B

Polyyny vznikají v mnoha různých organismech. Mohou sloužit k řadě účelů, například jako vůně, barviva, chemické odpuzovače a toxiny; nacházejí též možné využití v biomedicínském výzkumu a při výrobě léčiv. Z rostlin je obsahují zejména slunečnice, mrkev, ženšen a zvonek, nalézt se dají ale též v rajčatech, olaxovitých a santalovníku. Prvním izolovaným polyynem byl v roce 1826 dehydromatrikariaester (DME); jeho struktura byla ale zjištěna až později.
Z rostliny Paramacrolobium caeruleum (podčeleď Caesalpiniaceae) byla získána kyselina oktadeka-8,10-diynová, u níž bylo zjištěno, že může být fotopolymerizovatelnou jednotkou syntetických fosfolipidů.
Thiarubrin B je nejrozšířenějším z několika pigmentů citlivých na světlo, které byly izolovány z Ambrosia trifida, rostliny využívané v medicíně. Thiarubriny mají antibiotické, antivirotické a nematocidní vlastnosti, a účinnost proti HIV-1, spouštěné při vystavení světlu.

Falkarindiol

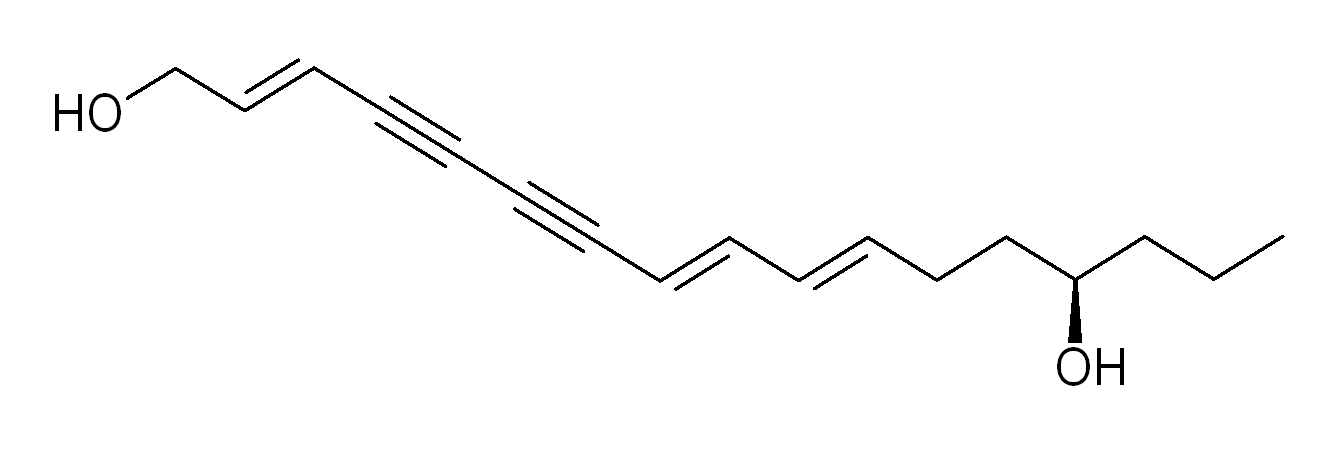
Enanthotoxin

Cicutoxin

Falkarindiol se vyskytuje v mrkvi, celeru, fenyklu, petrželi a pastináku, kde mají cytotoxické účinky. Alifatické 17uhlíkaté polyyny podobné falkarinolu mohou působit jako modulátory metabolismu. Falkarindiol je hlavní látkou zprostředkující hořkou chuť mrkve a je nejaktivnějším z několika polyynů s možnými protinádorovými účinky nalezenými v oplopanaxu hrozivém (Oplopanax horridus). K dalším rostlinným polyynům patří enanthotoxin a cicutoxin, jedy nalezené u haluch (Oenanthe spp.) a rozpuků (Cicuta spp.).

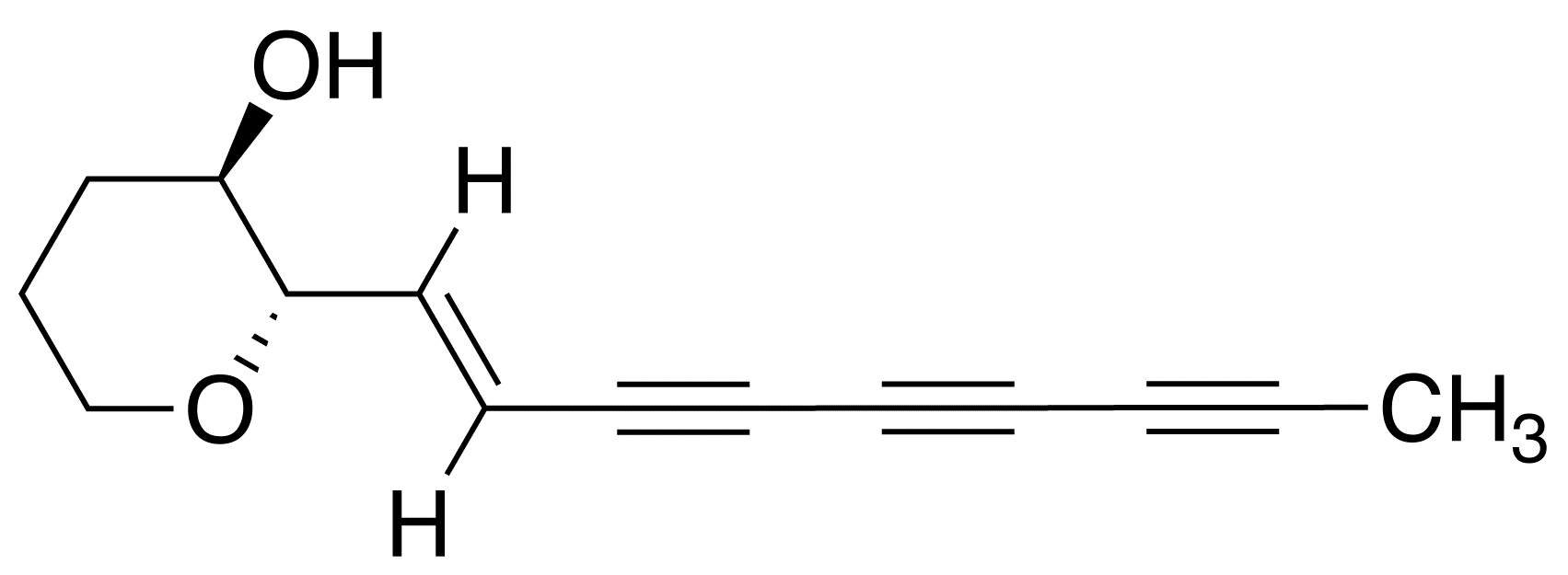
Ichthyothereol

Rostliny rodu Ichthyothere vytvářejí polyyn nazývaný ichthyothereol, který je vysoce toxický pro ryby a savce. Listy Ichthyothere terminalis jsou domorodci z dolní Amazonie používány na výrobu otrávených nástrah.

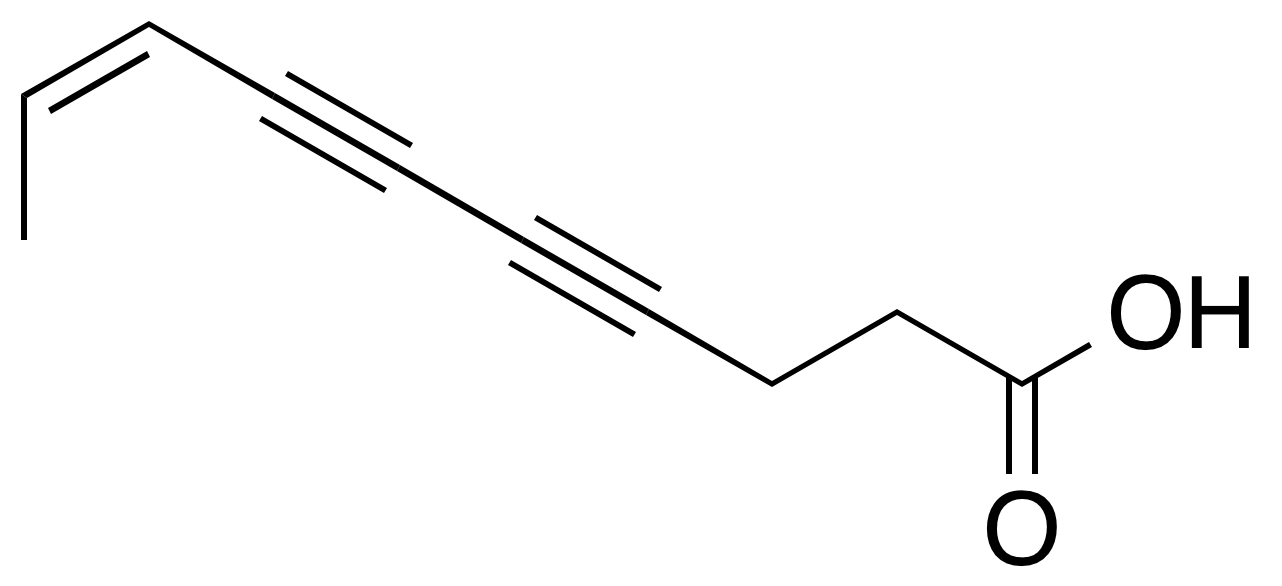
Kyselina Z-dihydromatrikariová

Kyselina Z-dihydromatrikariová je polyyn vylučovaný páteříčkovitými brouky jako chemická obrana.

### Ve vesmíru
Oktatetraynylový a hexatriynylový radikál byly, společně s odpovídajícími ionty, nalezeny v molekulárních mračnech, kde je vodík vzácný. Bylo navrženo že by se polyyny mohly vyskytovat na Zemi na místech dopadu meteoritů, jako součást minerálu chaoitu.